# Rondo im. gen. Władysława Andersa w Braniewie
Rondo im. gen. Władysława Andersa – pierwsze rondo w Braniewie, zbudowane w 1997 roku, jedno z głównych skrzyżowań miasta łączące następujące ulice: Elbląska, Świętojańska, Fromborska, Moniuszki i Sikorskiego.

## Historia
Do początku XIX w. w miejscu obecnego ronda znajdował się zbiornik przeciwpożarowy. W 1826 roku otwarto wytyczony tędy tzw. Berliński Trakt (Berliner Chaussee, później nazwany Reichsstraße 1) – trasę prowadzącą z Królewca przez Braniewo do Elbląga. Zbiornik przeciwpożarowy został zasypany, gdyż nowa droga miała aż 7 metrów szerokości (była też utwardzona tłuczniem i żwirem). W 1883 roku w tym miejscu posadowiona została kapliczka Najświętszej Maryi Panny. Z inicjatywy prof. Franza Niedenzu (było to nie wcześniej niż 1892, bo wtedy przybył do Braniewa) zasadzono przy niej 13 lip. Do tej tradycji 13 drzew stojących przed bramami miasta nawiązuje współczesny herb Braniewa, na którym lipa ma właśnie 13 liści. Natomiast miejsce to otrzymało nazwę Dreizehnlinden, później nazwą tą nazywano również samą kapliczkę maryjną. Nazwa Dreizehnlinden zaczerpnięta została z kolei od tytułu wydanego w 1878 roku poematu epickiego Friedricha Webera, opisującego bohaterskie zmagania chrześcijańskich mnichów z pogańskim światem (w poemacie jest to nazwa ich klasztoru).
Gdy w 1937 roku oddano do użytku odcinek Reichsautobahn Berlin-Królewiec, przebiegający w pobliżu Braniewa, znaczenie skrzyżowania znacznie wzrosło, gdyż łączyło ono miasto z nową autostradą III Rzeszy.
W czerwcu 1997 skrzyżowanie to zostało zastąpione rondem. Z inicjatywy Teodory Dębińskiej-Grudzińskiej (1921–2010), żołnierza 2 Korpusu PSZ Armii Andersa, uchwałą Rady Miejskiej w Braniewie z dnia 6 maja 1998 roku rondu zostało nadane imię generała Władysława Andersa. W niedzielę 10 maja 1998 odbyła się ceremonia nadania rondu imienia. Uroczystość rozpoczęła się od mszy św. sprawowanej przez arcybiskupa warmińskiego Edmunda Piszcza w kościele św. Antoniego. W uroczystości brała udział orkiestra wojskowa i kompania honorowa Wojska Polskiego. Z upoważnienia żony generała, Ireny Anders, która sama nie mogła przybyć na uroczystość, do Braniewa przyjechał mjr Stanisław Berkieta, prezes Stowarzyszenia Byłych Żołnierzy 2 Korpusu Polskiego w Londynie, który dokonał jego otwarcia.
W 2001 roku przy rondzie Andersa, na styku ulic Sikorskiego i Moniuszki, wybudowana została charakterystyczna budowla o nazwie „Willa Millenium”. W kompleksie składającym się z dwóch budynków podzielonych na 5 segmentów znalazły miejsce zarówno placówki handlowo-usługowe (m.in. bank i market spożywczy) oraz utworzono 27 lokali mieszkalnych. Koszt inwestycji wyniósł ok. 6 mln złotych. Budowa Willi Millenium miała stanowić początek odbudowy starówki w Braniewie.
Współcześnie rondo gen. Andersa jest miejscem, przy którym odbywają się uroczystości związane z obchodami świąt państwowych: Święta Narodowego Trzeciego Maja oraz Święta Niepodległości, połączone ze składaniem kwiatów zarówno przy rondzie gen. Andersa, jak i na pobliskim skwerze Sybiraków.

## Opis ronda
Rondo im. Andersa jest to skrzyżowanie o ruchu okrężnym, w kształcie koła o średnicy zewnętrznej krawędzi jezdni ok. 40 m, z nieprzejezdną wyspą środkową o średnicy ok. 24 m. Rondo posiada 5 wlotów/wylotów ulic; każdy wlot/wylot z przejściem dla pieszych i wyspą dzielącą pośrodku.

## Galeria zdjęć

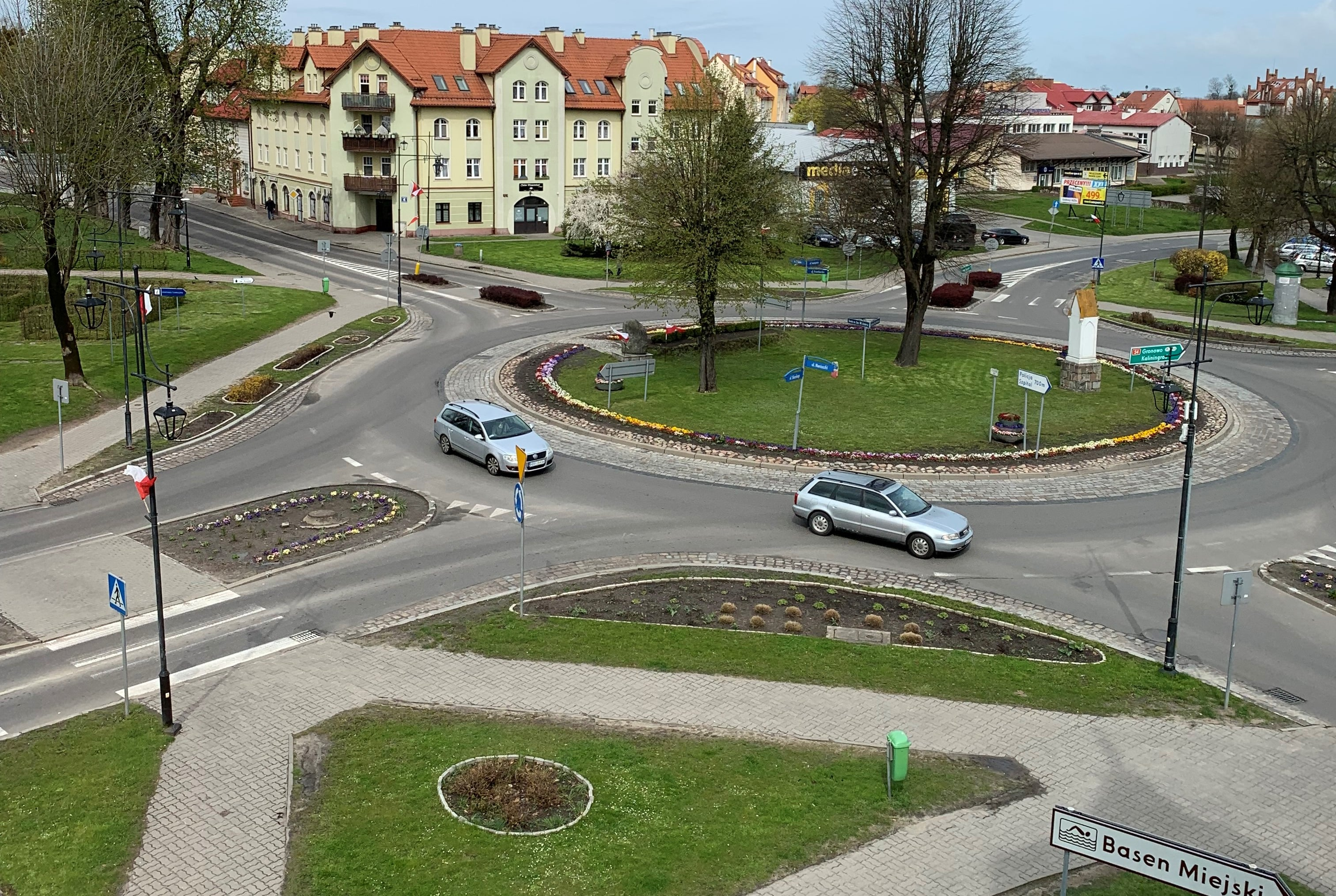
Widok ogólny
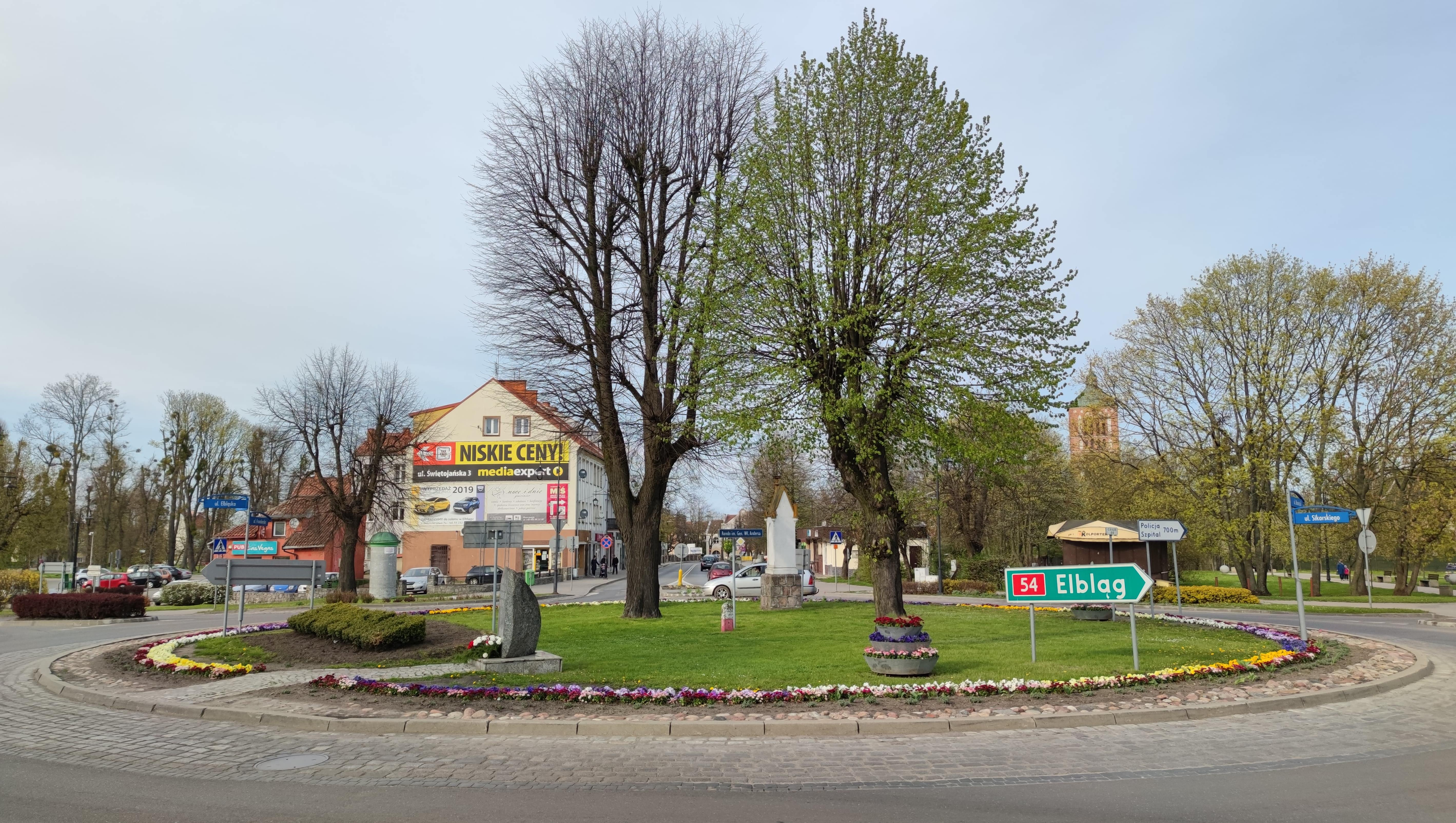
Widok od ul. Sikorskiego
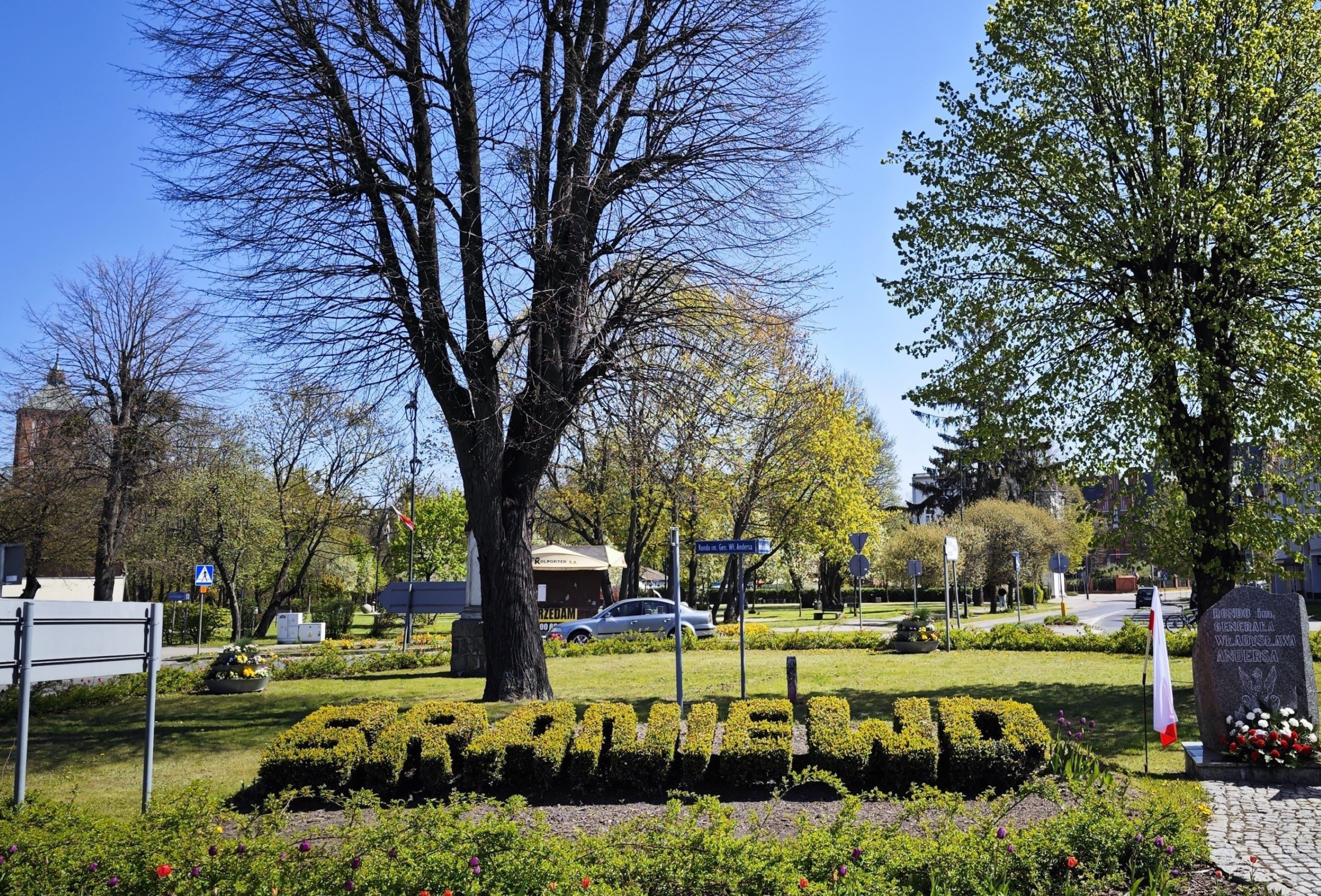
Napis BRANIEWO
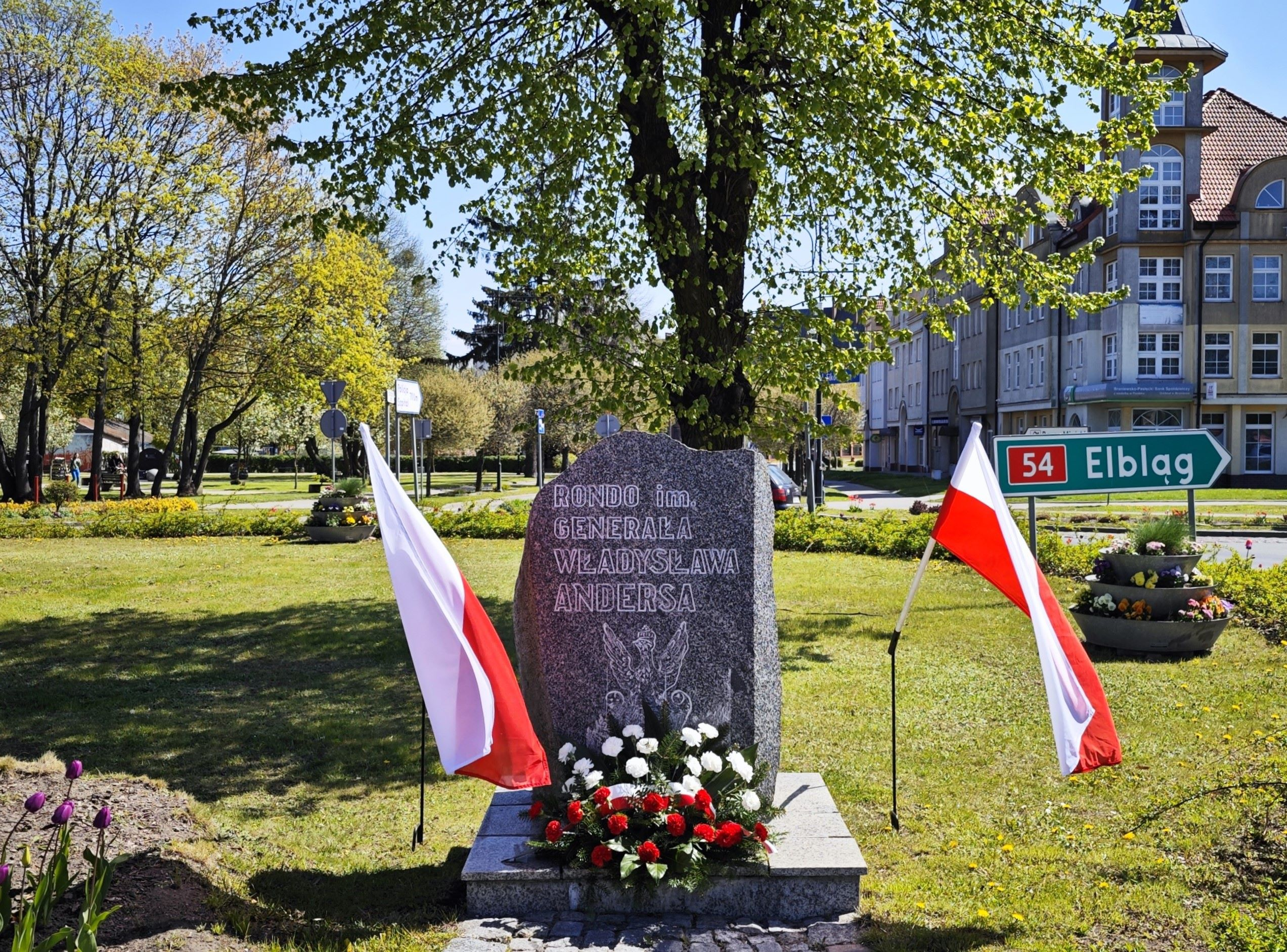
Kamień pamięci gen. Andersa
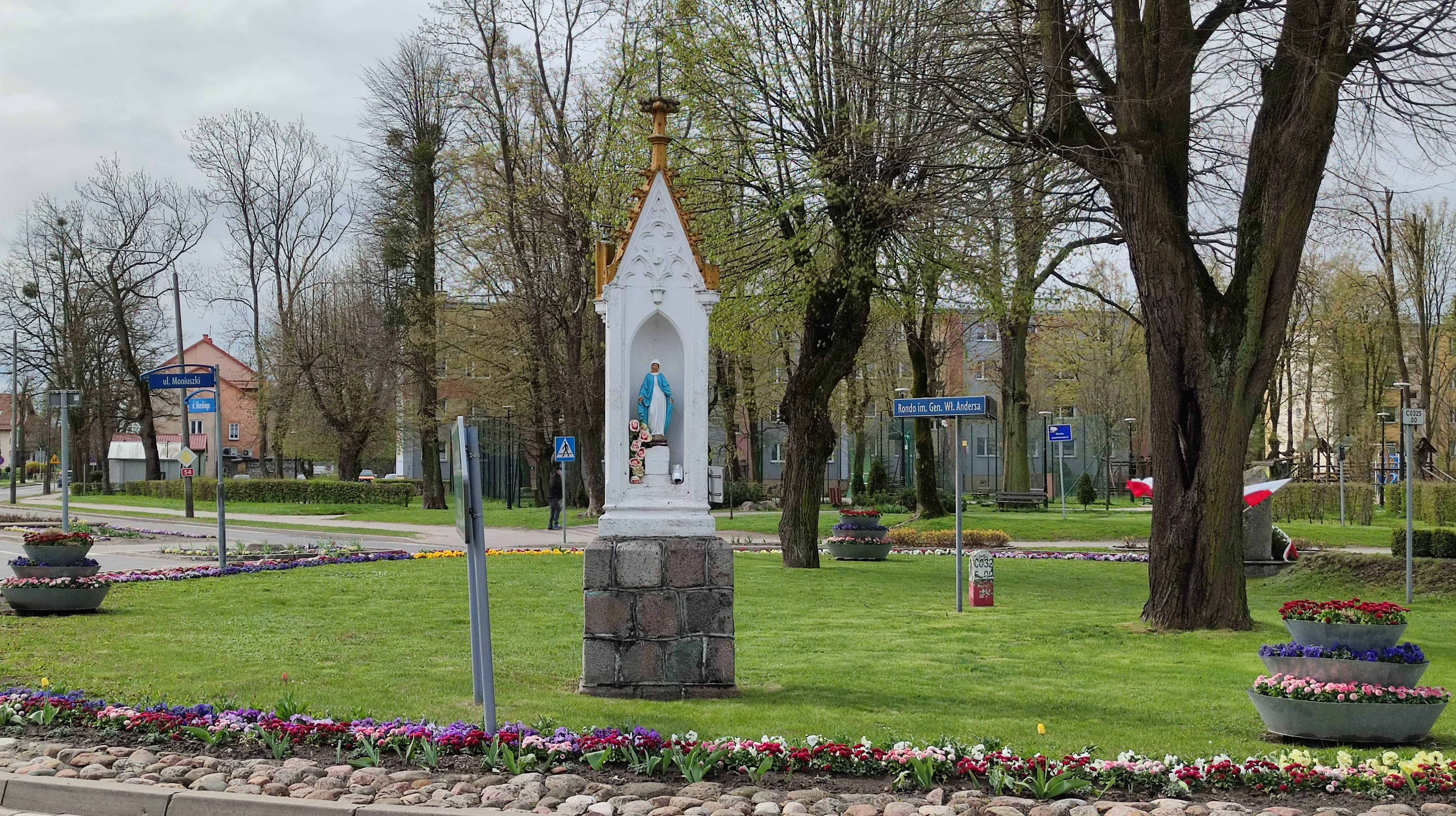
Kapliczka „13 Lip” (Dreizehnlinden)
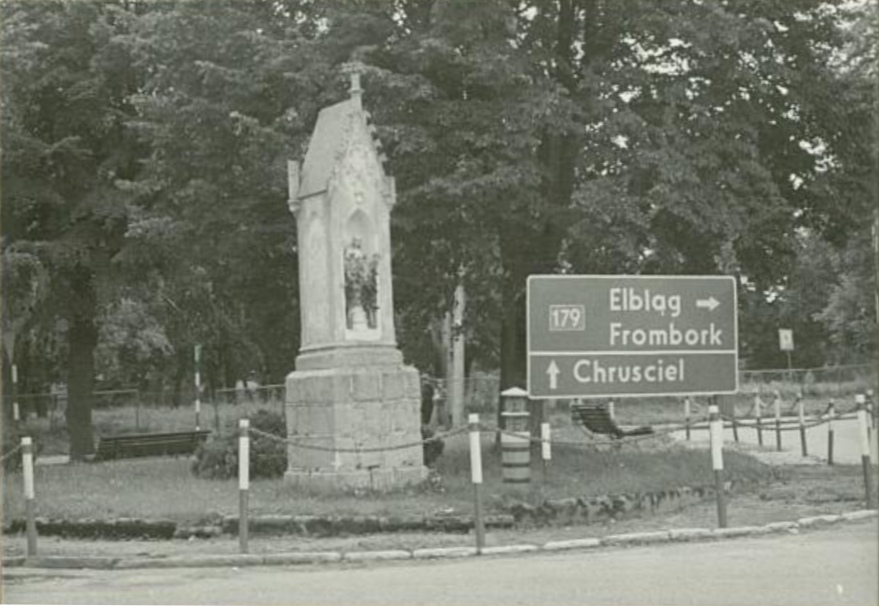
Kapliczka na skrzyżowaniu, 1981